# Eudorylas nomurai
Eudorylas nomurai är en tvåvingeart som beskrevs av Morakote och Kôji Yano 1990. Eudorylas nomurai ingår i släktet Eudorylas och familjen ögonflugor. Inga underarter finns listade i Catalogue of Life.